# Jonny Hayes
Jonathan Hayes, detto Jonny (Dublino, 9 luglio 1987), è un ex calciatore irlandese, di ruolo centrocampista.

## Caratteristiche tecniche
Esterno destro, può giocare come ala su entrambe le fasce.

## Statistiche

### Presenze e reti nei club
Statistiche aggiornate al 12 febbraio 2019.
| Stagione         | Club             | Campionato       | Campionato | Campionato | Coppe nazionali | Coppe nazionali | Coppe nazionali | Coppe continentali | Coppe continentali | Coppe continentali | Altre coppe | Altre coppe | Altre coppe | Totale | Totale |
| Stagione         | Club             | Comp             | Pres       | Reti       | Comp            | Pres            | Reti            | Comp               | Pres               | Reti               | Comp        | Pres        | Reti        | Pres   | Reti   |
| ---------------- | ---------------- | ---------------- | ---------- | ---------- | --------------- | --------------- | --------------- | ------------------ | ------------------ | ------------------ | ----------- | ----------- | ----------- | ------ | ------ |
| gen.-feb. 2006   | Forest Green     | CLN              | 4          | 1          | -               | -               | -               | -                  | -                  | -                  | -           | -           | -           | 4      | 1      |
| gen.-giu. 2007   | MK Dons          | FL2              | 11+2       | 0          | -               | -               | -               | -                  | -                  | -                  | -           | -           | -           | 13     | 0      |
| 2007-gen. 2008   | Leicester City   | FLC              | 7          | 0          | FACup+CdL       | 0               | 0               | -                  | -                  | -                  | -           | -           | -           | 7      | 0      |
| gen.-giu. 2008   | Northampton Town | FL1              | 11         | 0          | -               | -               | -               | -                  | -                  | -                  | -           | -           | -           | 11     | 0      |
| 2008-2009        | Cheltenham Town  | FLC              | 6          | 0          | FACup           | 3               | 0               | -                  | -                  | -                  | -           | -           | -           | 9      | 0      |
| 2009-2010        | Inverness        | SFD              | 35         | 10         | SC+CdL          | 2+2             | 0               | -                  | -                  | -                  | SCC         | 5           | 0           | 44     | 10     |
| 2010-2011        | Inverness        | SPL              | 24         | 6          | SC+CdL          | 1+2             | 0               | -                  | -                  | -                  | -           | -           | -           | 27     | 6      |
| 2011-2012        | Inverness        | SPL              | 26         | 7          | SC+CdL          | 3+1             | 2+0             | -                  | -                  | -                  | -           | -           | -           | 30     | 9      |
| Totale Inverness | Totale Inverness | Totale Inverness | 85         | 23         |                 | 11              | 2               |                    | -                  | -                  |             | -           | -           | 101    | 25     |
| 2012-2013        | Aberdeen         | SPL              | 35         | 4          | SC+CdL          | 3+3             | 0               | -                  | -                  | -                  | -           | -           | -           | 41     | 4      |
| 2013-2014        | Aberdeen         | SP               | 31         | 2          | SC+CdL          | 2+5             | 0+3             | -                  | -                  | -                  | -           | -           | -           | 38     | 5      |
| 2014-2015        | Aberdeen         | SP               | 32         | 3          | SC+CdL          | 1+3             | 0               | UEL                | 6                  | 1                  | -           | -           | -           | 42     | 4      |
| 2015-2016        | Aberdeen         | SP               | 35         | 5          | SC+CdL          | 1+0             | 0               | UEL                | 6                  | 1                  | -           | -           | -           | 42     | 6      |
| 2016-2017        | Aberdeen         | SP               | 32         | 9          | SC+CdL          | 5+2             | 1+0             | UEL                | 5                  | 1                  | -           | -           | -           | 44     | 11     |
| 2017-2018        | Celtic           | SP               | 15         | 1          | SC+CdL          | 0+1             | 0               | UCL                | 4                  | 0                  | -           | -           | -           | 20     | 1      |
| 2018-2019        | Celtic           | SP               | 17         | 0          | SC+CdL          | 3+0             | 0               | UCL+UEL            | 0+2                | 0                  | -           | -           | -           | 22     | 0      |
| 2019-2020        | Celtic           | SP               | 14         | 1          | SC+CdL          | 2+4             | 0               | UCL+UEL            | 1+5                | 0                  | -           | -           | -           | 26     | 1      |
| Totale Celtic    | Totale Celtic    | Totale Celtic    | 46         | 2          |                 | 10              | 0               |                    | 12                 | 0                  |             | -           | -           | 68     | 2      |
| 2020-2021        | Aberdeen         | SP               | 34         | 2          | SC+CdL          | 3+1             | 0               | UEL                | 3                  | 1                  | -           | -           | -           | 41     | 3      |
| 2021-2022        | Aberdeen         | SP               | 35         | 2          | SC+CdL          | 2+1             | 0               | UECL               | 6                  | 0                  | -           | -           | -           | 44     | 2      |
| 2022-2023        | Aberdeen         | SP               | 30         | 1          | SC+CdL          | 1+6             | 0+1             | -                  | -                  | -                  | -           | -           | -           | 37     | 2      |
| 2023-2024        | Aberdeen         | SP               | 14         | 1          | CS+CdL          | 0+2             | 0               | UEL+UECL           | 1+6                | 0                  |             | -           | -           | 23     | 1      |
| Totale Aberdeen  | Totale Aberdeen  | Totale Aberdeen  | 278        | 29         |                 | 41              | 5               |                    | 33                 | 4                  |             | -           | -           | 352    | 37     |
| Totale carriera  | Totale carriera  | Totale carriera  | 448+2      | 56+0       |                 | 65              | 7               |                    | 45                 | 4                  |             | 5           | 0           | 565    | 65     |

### Cronologia presenze e reti in nazionale
| Cronologia completa delle presenze e delle reti in nazionale ― Irlanda | Cronologia completa delle presenze e delle reti in nazionale ― Irlanda | Cronologia completa delle presenze e delle reti in nazionale ― Irlanda | Cronologia completa delle presenze e delle reti in nazionale ― Irlanda | Cronologia completa delle presenze e delle reti in nazionale ― Irlanda | Cronologia completa delle presenze e delle reti in nazionale ― Irlanda | Cronologia completa delle presenze e delle reti in nazionale ― Irlanda | Cronologia completa delle presenze e delle reti in nazionale ― Irlanda |
| Data                                                                   | Città                                                                  | In casa                                                                | Risultato                                                              | Ospiti                                                                 | Competizione                                                           | Reti                                                                   | Note                                                                   |
| ---------------------------------------------------------------------- | ---------------------------------------------------------------------- | ---------------------------------------------------------------------- | ---------------------------------------------------------------------- | ---------------------------------------------------------------------- | ---------------------------------------------------------------------- | ---------------------------------------------------------------------- | ---------------------------------------------------------------------- |
| 25-3-2016                                                              | Dublino                                                                | Irlanda                                                                | 1 – 0                                                                  | Svizzera                                                               | Amichevole                                                             | -                                                                      | 61’                                                                    |
| 29-3-2016                                                              | Dublino                                                                | Irlanda                                                                | 2 – 2                                                                  | Slovacchia                                                             | Amichevole                                                             | -                                                                      | 79’                                                                    |
| 28-3-2017                                                              | Dublino                                                                | Irlanda                                                                | 0 – 1                                                                  | Islanda                                                                | Amichevole                                                             | -                                                                      | 63’                                                                    |
| 4-6-2017                                                               | Dublino                                                                | Irlanda                                                                | 3 – 1                                                                  | Uruguay                                                                | Amichevole                                                             | -                                                                      | 60’                                                                    |
| Totale                                                                 |                                                                        | Presenze                                                               | 4                                                                      |                                                                        | Reti                                                                   | 0                                                                      |                                                                        |

## Palmarès

### Club

#### Competizioni nazionali
- Coppa di Lega scozzese: 4

Aberdeen: 2013-2014
Celtic: 2017-2018, 2018-2019, 2019-2020
- Campionato scozzese: 3

Celtic: 2017-2018, 2018-2019, 2019-2020
- Coppa di Scozia: 2

Celtic: 2017-2018, 2018-2019